# كلية الأطباء والجراحين بأونتاريو

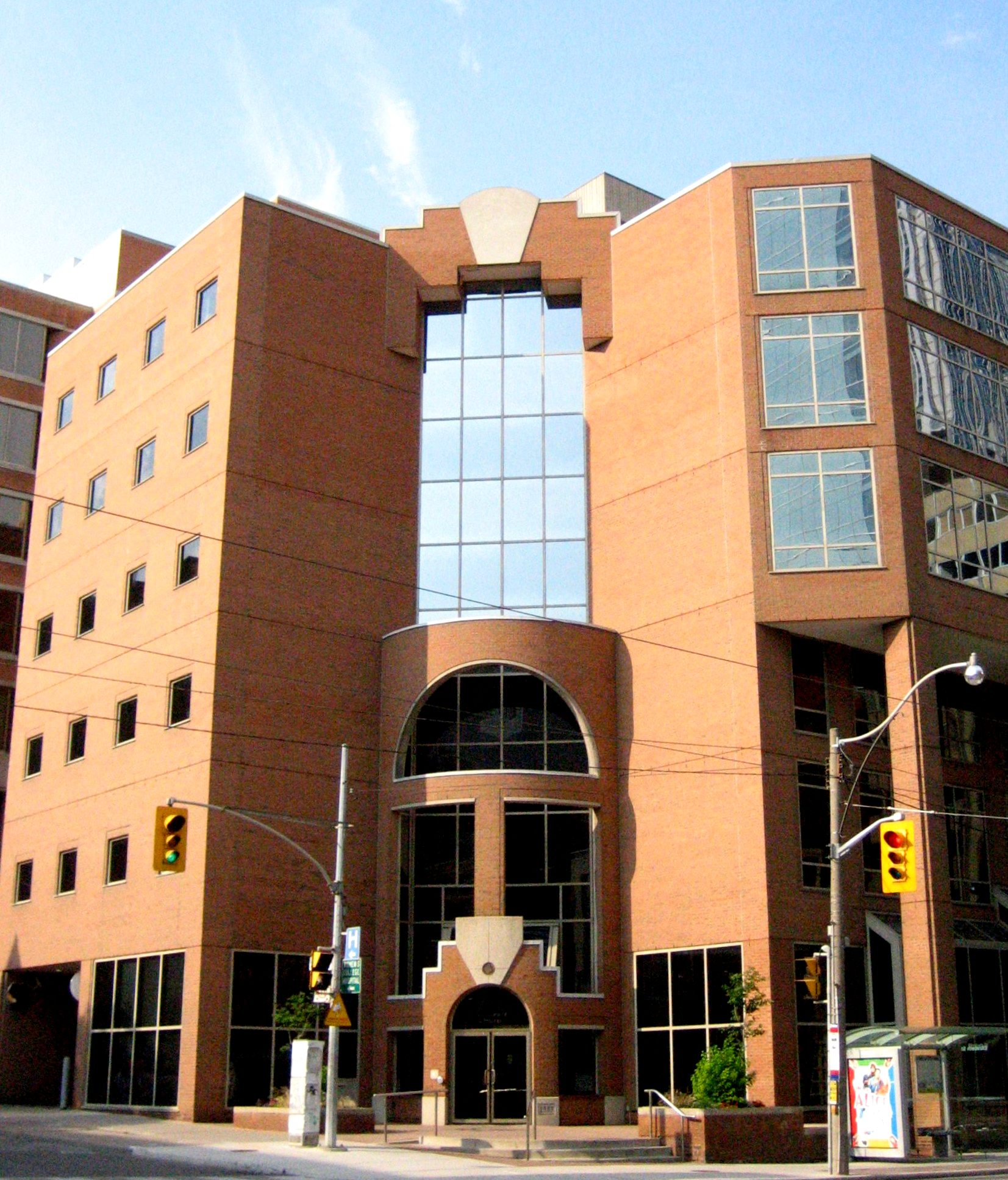
مبنى كلية الأطباء والجراحين بأونتاريو في تورونتو.

كلية الأطباء والجراحين بأونتاريو (CPSO) هي الهيئة الإدارية للـأطباء في أونتاريو بـكندا.
وتصدر الكلية شهادات تسجيل لجميع الأطباء ليمكنهم ممارسة الطب فضلاً عن أنها:
- تراقب وتحافظ على معايير الممارسة عبر عمليات التقييم والإصلاح
- تحقق في الشكاوى الموجهة ضد الأطباء
- تؤدب من ثبت تورطه في أخطاء مهنية وممارسات عدم الاختصاص.

وتستمد كلية الأطباء والجراحين بأونتاريو صلاحيتها من القانون المنظم للمهن الصحية (RHPA) وقانون إجراءات المهن الصحية المدرج في القانون المنظم للمهن الصحية وقانون الطب. يقع مقر الكلية في تورونتو.

## الهيكل التنظيمي والرسالة
كلية الأطباء والجراحين بأونتاريو هي جهة التنظيم الذاتي للعاملين بمهنة الطب في الولاية. وتعمل الكلية على تنظيم ممارسة الطب لحماية وخدمة مصالح الجماهير. تصدر الكلية شهادات تسجيل للأطباء حتى يمكنهم ممارسة الطب وتراقب وتحافظ على معايير الممارسة عبر عمليات التقييم الذاتي والإصلاح وتحقق في الشكاوى الموجهة ضد الأطباء نيابة عن الجماهير وتؤدب من ثبت تورطه في أخطاء مهنية أو ممارسات تتعلق بعدم الاختصاص.
واختص جزء كبير من قانون الولايات بتحديد السلطات المفروضة على مهنة الطب، والطرف الموكل إليه تنفيذ تلك السلطات هو الكلية. ويبنى هذا النظام القائم على التنظيم الذاتي على فرضية أن الكلية تضع المصلحة العامة نصب عينيها وعلى قمة أولوياتها. ولا بد أن يكون الطبيب عضوًا في الكلية حتى يتسنى له ممارسة الطب في أونتاريو. ويتم تحديد دور الكلية، فضلاً عن سلطتها وصلاحياتها، في القانون المنظم للمهن الصحية (RHPA) وقانون إجراءات المهن الصحية المدرج في القانون المنظم للمهن الصحية وقانون الطب.
ويقع على عاتق الكلية مسئوليات كثيرة من بينها: إصدار شهادات تسجيل للأطباء حتى يمكنهم ممارسة الطب، ومراقبة وحفظ معايير الممارسة عبر عمليات التقييم الذاتي والإصلاح، والتحقيق في الشكاوى الموجهة ضد الأطباء نيابة عن الجماهير، وإجراء جلسات استماع تأديبية للأطباء الذين ثبت تورطهم في أخطاء مهنية أو ممارسات تتعلق بعدم الاختصاص.
ويتولى إدارة هذه الكلية مجلس إدارة منتخب. ويشترط القانون المنظم للمهن الصحية أن يتكون هذا المجلس من 32 عضوًا على الأقل وألا يزيد عدد الأعضاء عن 34 عضوًا: 
16 طبيبًا ينتخبهم أقرانهم كل ثلاث سنوات موزعين حسب التقسيم الجغرافي، و3 أطباء تعينهم كليات الطب الست (في جامعة ويسترن أونتاريو وجامعة ماكماستر وجامعة تورنتو وجامعة كوينزفي وجامعة أوتاوا وكلية الطب بشمال أونتاريو)؛ وما لا يقل عن 13 ولا يزيد عن 15 من الأعضاء غير الأطباء أو الأعضاء «الشعبيين» تعينهم حكومة الولاية حسب الشروط التي قررتها الحكومة.
يمكن إعادة اختيار كل من أعضاء هيئة التدريس والأعضاء الشعبيين في نهاية مدة اختيارهم. ويتولى المجلس انتخاب الرئيس من بين أعضائه ويخدم فترة مدتها سنة واحدة.
ويتشكل من أعضاء المجلس لجنة أو أكثر من لجنة بالكلية. كل لجنة لديها وظائف محددة معظمها محكوم بتشريعات الولاية.
وتعقد اجتماعات المجلس العام أربع مرات في العام، وحينئذ تراجع أنشطة الكلية وتناقش القضايا المتعلقة بالسياسة العامة وتطرح للتصويت.
وتعقد اجتماعات المجلس دون منع للجماهير وتقام في غرفة المشورة بالطابق الثالث في 80 شارع كوليج، تورونتو بأونتاريو.
وفي أكتوبر عام 2008م، أوردت مؤسسة ميدياكورب كندا الكلية ضمن “أفضل 100 صاحب عمل في كندا”، وذكرت في مجلة ماكلينز الإخبارية. وفي وقت لاحق من ذلك الشهر، ورد اسم الكلية أيضًا ضمن أكبر أصحاب عمل في تورونتو الكبرى، التي نشرتها جريدة تورونتو ستار.

### عملية التظلم وتقديم الشكاوى
تبدأ عملية التظلم من الأطباء بمكالمة هاتفية للإدارة العامة للاستشارات على رقم 416-967-2603 أو 1-800-268- 7096 والهاتف الامتدادي 603. وسيحضر معك عضو في الجهاز الإداري للكلية من إدارة التحقيقات والقرارات لمساعدتك ويكون لديه خبرة في مجال الرعاية الصحية. قد يكون الموظف قادرًا على الإجابة عن تساؤلاتك حول الرعاية الصحية الخاصة بك وتوضيح أي الأسئلة تحتاج أن تراجع فيها طبيبك والإجابة على الأسئلة المتعلقة بكيفية عمل نظام الرعاية الصحية. ويمكن استعراض السجلات الطبية الخاصة بك، وتحديد موعد لمناقشتها مع الطبيب. سيطلب الموظف من الطبيب تقديم المشورة الطبية.
وقد يرتب الجهاز الإداري بالكلية أيضًا لمقابلتك، وربما في حضور الطبيب - بل وقد يحضر مديرو المستشفى - للتواصل وتوضيح القضايا العالقة. وهذا يتيح لك المجال للإفصاح عن مخاوفك للطبيب وغيره.
وهكذا توفر هذه العملية منبرًا خاصًا لتجد من يسمع لك ويتقبل مخاوفك من الأطباء وممثلي المستشفيات، وهذا لا يكون إلا بموافقتك أنت والطبيب. أحيانا، تتحسن طريقة تقديم الرعاية الصحية نتيجة لهذه المناقشات التي سبق الحديث عنها.

## وصلات خارجية
- College of Physicians and Surgeons of Ontario - Official web site of the CPSO.
- College of Physicians and Surgeons - Provincial Offices